# Evert Eloranta
Frans Evert Eloranta, ursprungligen Tuominen, född 10 oktober 1879 i Harjavalta, död 1936, var en finsk riksdagsledamot, distriktssekreterare för Socialdemokraterna och medlem av finska folkdelegationen. Eloranta satt i riksdagen som representant för SDP 1908-1918. Han valdes till ledamot i sex olika riksdagsval i Åbo Läns Södra Valkrets. Under inbördeskriget 1918 verkade han under ett kort tag även som överbefälhavare för röda gardet tillsammans med Adolf Taimi och Eino Rahja.

## Biografi

### De tidiga åren
Evert Elorantas föräldrar var torparen Juha Erland Erlandsson och Eeva Kristiina Fransintytär Hanssi. Han föddes i Ojala torp i Harjavalta, från vilket familjen flyttade 1885 till Suvitie torp i Alastaro och därifrån vidare 1894 till Tuominen torp i Virmo. Familjen var rätt fattig och innefattade åtta barn. Evert Eloranta gick endast ett år i folkskolan. Han arbetade som dräng för första gången som 15-åring, återvände hem till torpet men åkte ut i världen igen som 18-åring. Eloranta arbetade som dräng, på byggarbetsplatser och stenbrott och i skogshuggarnas tjänst. Han bedrev även jordbruk på Eloranta torp i Karjala, varefter han tog sitt efternamn år 1906. Eloranta var politiskt aktiv från ungdomen och blev uppsagd från sina arbetsplatser som följd. I Åbo arbetade Eloranta som Socialdemokraternas distriktssekreterare och journalist.

### Inbördeskriget
Efter Februarirevolutionen 1917 gick Eloranta med i redaktionen för den Helsingfors-baserade tidningen Työmies. När inbördeskriget började i januari 1918 satt han även i socialdemokratiska partiets partistyrelse och han utnämndes till delegat för lantbruksärenden (motsvarande lantbruksminister) i folkdelegationen. Folkdelegationens lantbrukspolitik hade som mål att befria torparna och förbättra böndernas status. Eloranta var mycket mer radikal och planerade till och med en lag för att förbjuda det privata ägandet av mark.
Den 20 mars utnämndes trion Eloranta, Adolf Taimi och Eino Rahja till överbefälhavare för röda gardet i stället för Eero Haapalainen. De efterträddes i sin tur av Kullervo Manner redan den 10 april.

### Livet i Sovjetunionen
Inbördeskriget slutade med de rödas förlust och Eloranta flydde precis som de andra medlemmarna av folkdelegationen till Ryska SFSR. Han var medlem av SKP:s industrikommitté i Petrograd, där han gick officersskolan. Eloranta arbetade som bibliotekarie i Petrozavodsk 1921-1922 och arbetade på 1930-talet som timmerman i Leningrad och åkte runtom i landet som talare för De Gudlösas Förbund. Han fick sovjetiskt medborgarskap år 1929.
Evert Elorantas sista tid är inte känd. Enligt Finlands riksdag finns det saker som tyder på att han fortfarande skulle bott i Sordavala 1940-1941 och dött i Sovjetunionen, dödsplatsen och -året är okänd. Enligt Nationalbiografin ska Eloranta ha dött i Sovjetunionen år 1936. Eloranta skickade sitt sista brev till Finland 1938. Han togs bort ur folkbokföringen år 1959 som sovjetisk medborgare.

## Familj
Eloranta var gift 1912–1924  med Selma Alexandra Helkiö. De fick sonen Matti Olavi och dottern Lea. Evert Eloranta är barnpsykiatrikern Raisa Cacciatores farfar och riksdagsledamot Eeva-Johanna Elorantas farfarsfar.